# Legge 7 giugno 2000, n. 150
La legge 7 giugno 2000, n. 150 (Disciplina delle attività di informazione e di comunicazione delle pubbliche amministrazioni), è la legge quadro che regolamenta la comunicazione delle pubbliche amministrazioni.